# Hôtel de Saxe (Dresden)

„Hôtel de Saxe“ und „Hotel Stadt Rom“ (v.l.n.r um 1885)

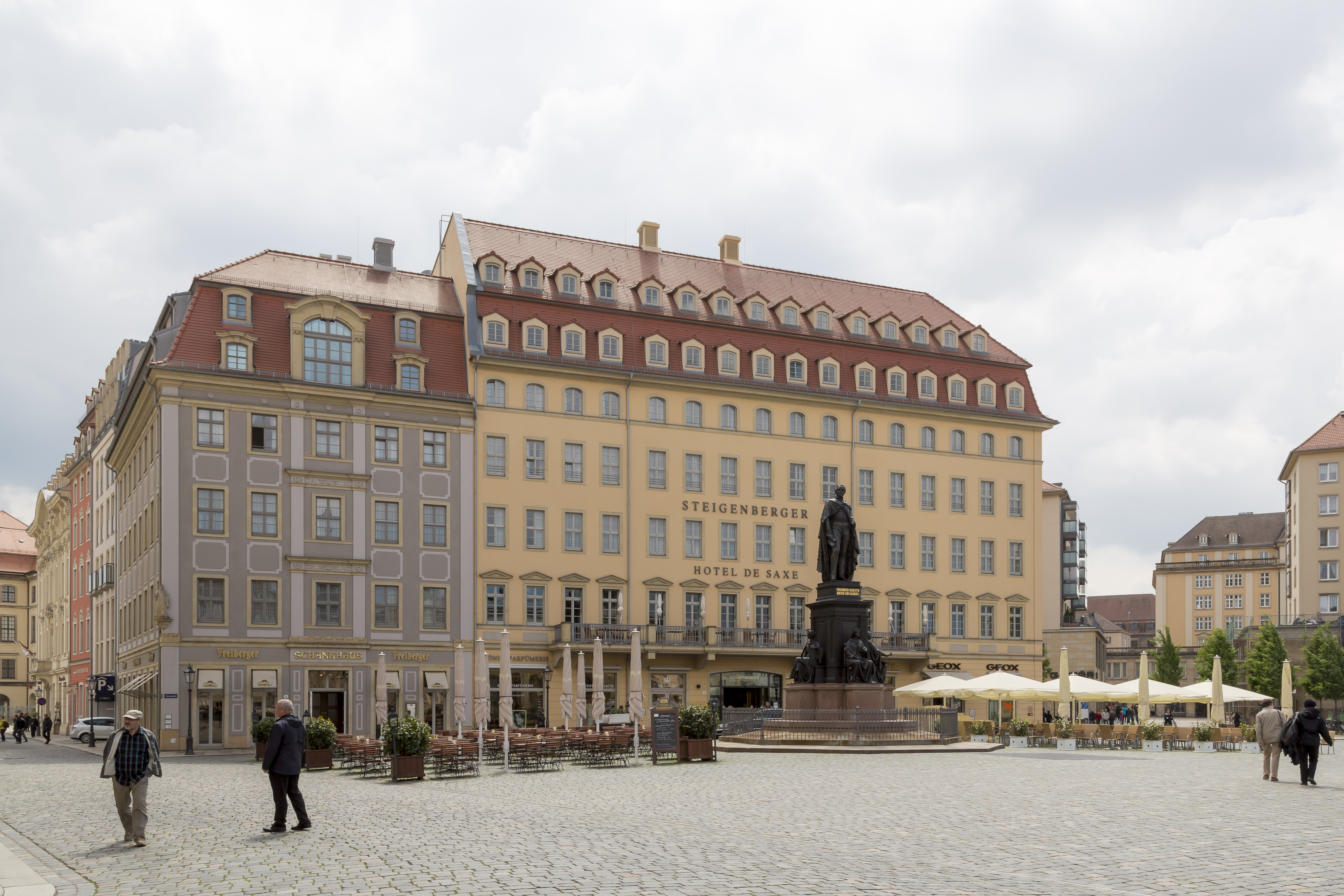
Der 2005 errichtete Neubau „Hôtel de Saxe“

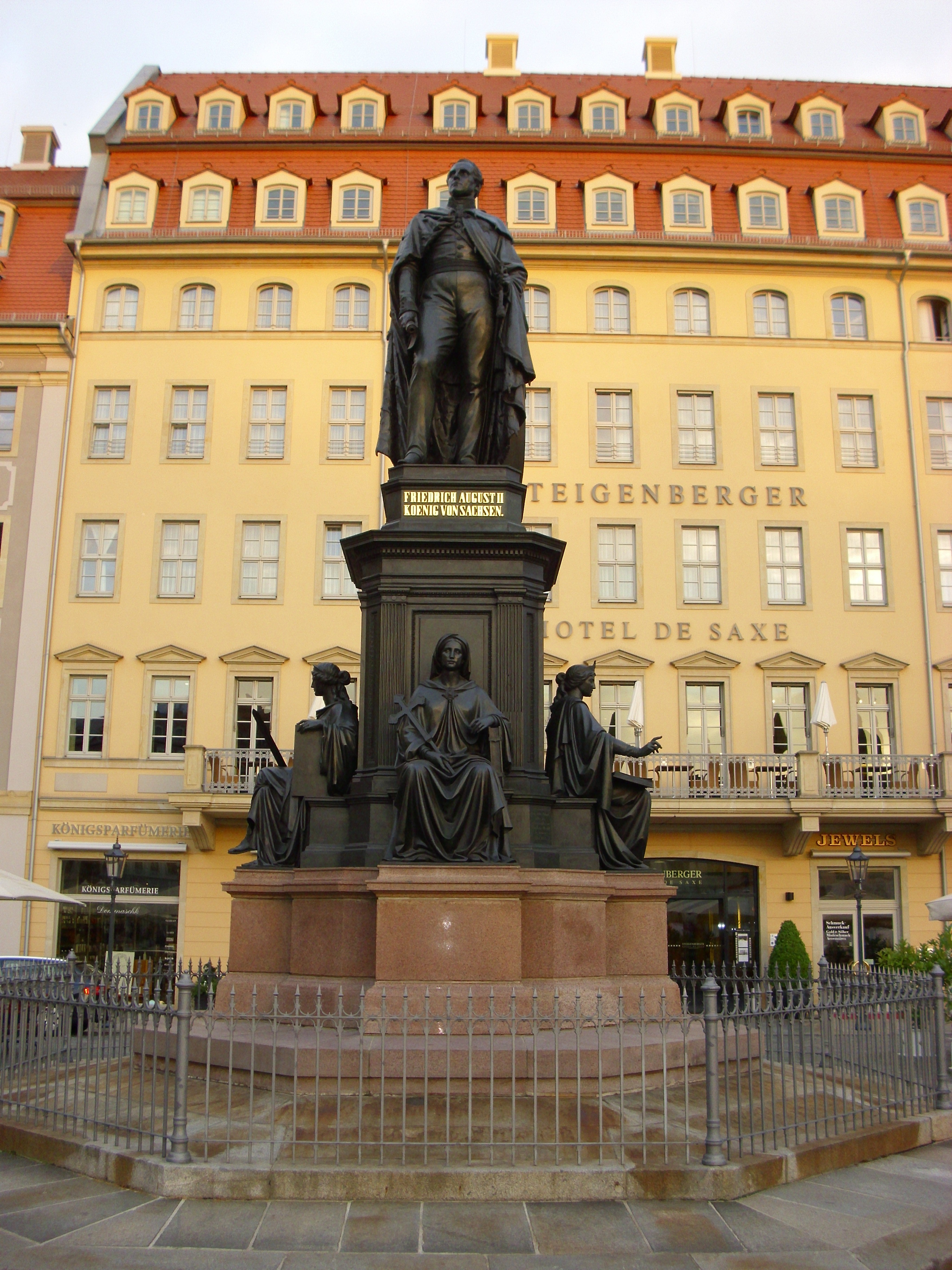
Denkmal vor dem Hotel de Saxe am Neumarkt

Das Hôtel de Saxe war eine noble Herberge in der Inneren Altstadt von Dresden am Neumarkt, das bereits im 18. Jahrhundert bestand.

## Lage
Das Dresdener „Hôtel de Saxe“ ist nicht zu verwechseln mit den damaligen Hotels gleichen Namens in Berlin, Hamburg und Leipzig. Am Neumarkt Ecke Moritzstraße steht heute das neu gebaute und vom Fassadenzustand vor 1888 rekonstruierte „Hôtel de Saxe“.

## Geschichte
Graf Wilhelm Kinsky von Wchinitz und Tettau erwarb 1628 in der Dresdner Moritzstraße ein Haus (später Palais de Saxe). 1648 brannte es ab.
Das Neumarkt-Viertel von Dresden rund um die Frauenkirche hatte Anfang des 18. Jahrhunderts durch die rege Bautätigkeit des Adels an Bedeutung gewonnen, in welches die Geschichte dieser noblen Herberge reicht. Schon damals befand sich im Eckhaus Neumarkt/Moritzstraße ein Hotel. Im Siebenjährigen Krieg wurde das Gebäude von 1709 zerstört und es war Samuel Adam, der Sohn des Hofmaurermeisters Andreas Adam, welcher 1764 bei der Wiederherstellung des schon damals bestehenden Hotels beteiligt war.

Der Preußische Kommerzienrat Johann Heinrich Gerstkamp (1802–1866) kam aus Huckarde und übernahm erst die Leitung eines großen Hotels in Leipzig, dann das „Hotel de Saxe“ in der sächsischen Hauptstadt Dresden. 1834/1835 legte er das Gebäude am Neumarkt mit weiteren Nachbarhäusern zusammen und machte das Hotel zum ersten Haus am Platz. In der Fremde wurde Gerstkamp zu einem Hotelier ersten Ranges.
Die drei ehemaligen Häuser erhielten eine einheitliche Fassade. Der Gebäudekomplex hatte drei Obergeschosse, ein Mezzanin und ein zusammenfassendes Mansarddach. Innen wurde ein geräumiger Konzert- und Ballsaal eingebaut, in dem sich die vornehmen Dresdner Bürgerfamilien trafen. Als Austritt setzte man vor das erste Geschoss einen breiten Balkon mit einem geschmiedeten Eisengitter.
Das „Hôtel de Saxe“ wurde überwiegend von wohlhabenden Hotelgästen frequentiert. Auch die Dresdener Gesellschaft traf sich hier zu Ballnächten oder Kammermusik-Abenden ein. Es spielten das Lauterbach-Quartett der Königlich sächsischen Hofkapelle, zu Gast war das Florentiner Streichquartett so wie der Violinist Camillo Sivori. Die Pianistin Mary Krebs-Brenning hatte hier 1863 ihr erstes Konzert. Oktober 1870 konzertierte die Pianistin Sara Heinze mit Johann Christoph Lauterbach und dem Violoncellisten Friedrich Grützmacher im Hotel.
Die Hoteliers versäumten es, das Hotel den gestiegenen zeitgemäßen Ansprüchen anzupassen und das Haus zu modernisieren. So wurde 1888 der Hotelbetrieb eingestellt, und das Gebäude abgerissen und durch ein herrschaftliches Wohn- und Geschäftshaus ersetzt, welches mit einer neobarocken Sandsteinfassade den Platz prägte. Das „Palais de Saxe“ nahm ein Weinlokal, diverse Geschäfte und Restaurants auf. Der größte, bis weit in die Moritzstraße hineinreichende Gebäude wurde die gründerzeitliche Reichspost mit einer für Dresden völlig untypischen Backsteinarchitektur, die jedoch für Postgebäude damals vorgeschrieben war. Im Zweiten Weltkrieg 1945 wurde das Gebäudeensemble zerstört.

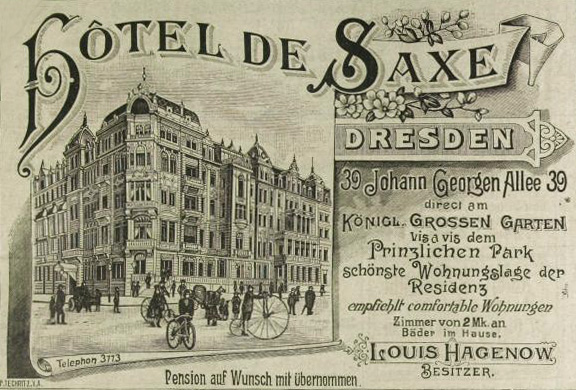
Hotel de Saxe, Anzeige 1893

Nach 1888 nutzte ein geschäftsorientierter Hotelier den Namen des Hauses, um die edle Tradition in einem Neubau an der Johann-Georgen-Allee (heute Lingnerallee) weiterzuführen.

## Nach 1945

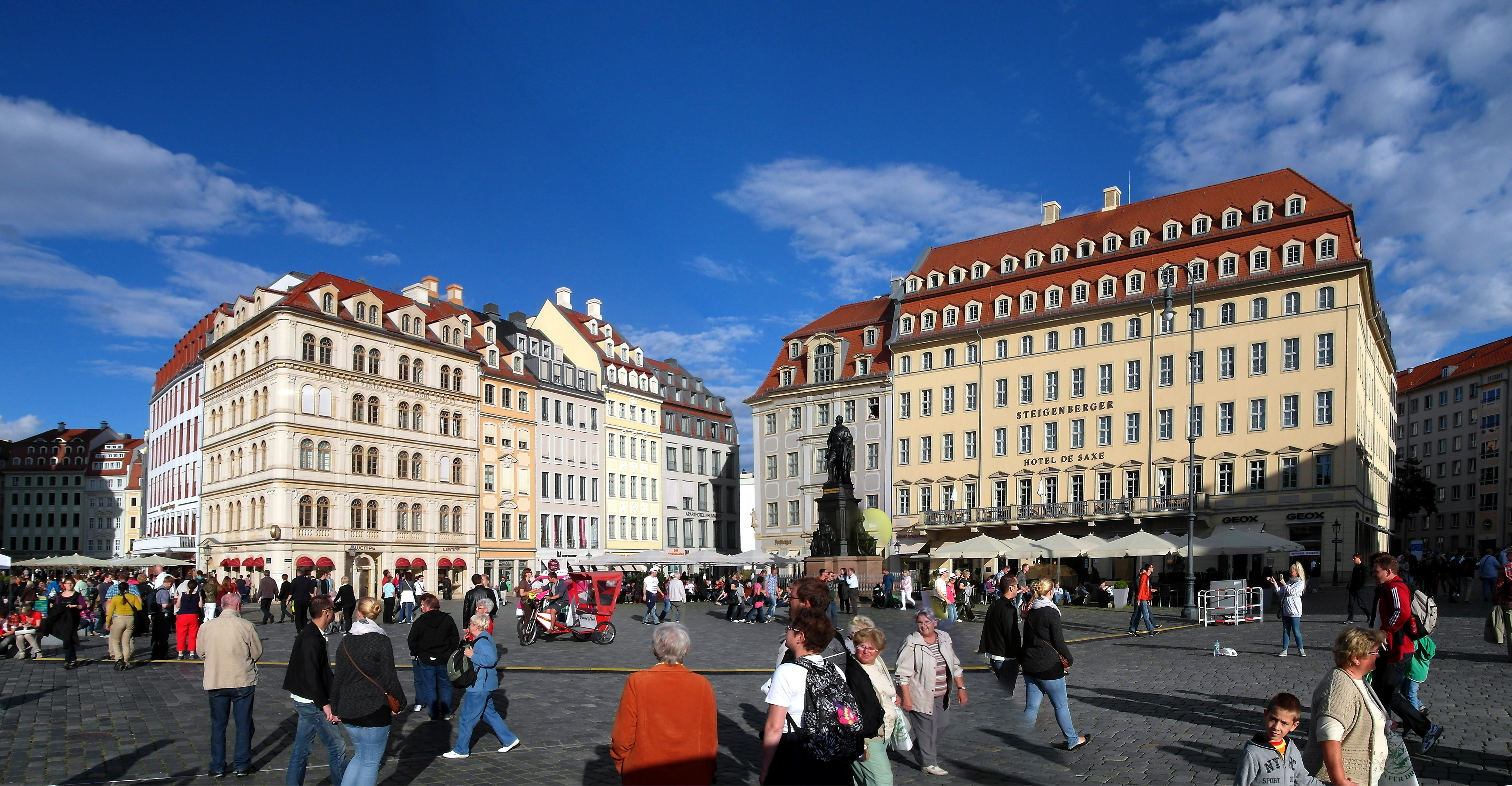
Neumarkt Dresden mit Hotel de Saxe

Nach dem Abriss der Kriegsruine des Nachfolgebaus blieb das Gelände unbebaut und wurde ab Anfang der 1990er Jahre für die Lagerung der Steine der Frauenkirche genutzt. Im Zuge der Wiederherstellung der Kirche und der Neugestaltung des alten Neumarktes entstand ein sechsstöckiger Hotelkomplex mit Ladengeschäften. In der Gestaltungssatzung des Neumarktes war das Hotel nicht zum Wiederaufbau vorgesehen. Um die prägende Platzansicht des 19. Jahrhunderts zurückzugewinnen, hatte der Investor 2003 entschieden, den Hotelneubau auf dem 2013 m² großen Grundstück zwischen Landhaus- und Moritzstraße trotzdem mit der Fassade des 1888 abgerissenen „Hôtel de Saxe“ zu versehen; dies auch vor dem Hintergrund, dass wiederum eine Wiederherstellung des Zustandes nach 1888 bis zur Zerstörung 1945 mangels deren gestalterischer Qualität durch die Stadt in Übereinstimmung mit den Denkmalbehörden rundweg abgelehnt wurde.
Eine echte Verzögerung gab es 2001/2002, die sich allerdings durch das Wirken der Beteiligten begrenzte, als der damals neu gewählte Oberbürgermeister Ingolf Roßberg entschied, das Baugrundstück entscheidend einzuschränken: In den bis dahin geltenden Bebauungsplanvarianten war die Wiederherstellung der Einmündung der Moritzstraße auf den Neumarkt nicht vorgesehen. Das Baufeld der Baywobau für das Hotel sah vor, dieses Straßenstück zu überbauen und die Fluchtlinie zu den Gebäuden Wilsdruffer Straße 4–12 aufzugreifen und damit eine neue Platzwand bis zur Landhausstraße zu gestalten. Diese hätte wiederum mit den historischen Fluchten in diesem Teil des Neumarktes nichts mehr zu tun gehabt und hätte auch eine denkbare Wiederherstellung des Straßenzuges der Moritzstraße unmöglich gemacht. 
Da das Investitionsvorrangverfahren bei dessen Amtsantritt bereits abgeschlossen war und der Investor kurz vor Unterzeichnung des Kaufvertrages stand, erschien es nahezu unmöglich, dem Verlangen Roßbergs nachzukommen: Gleichwohl stellten sich die Beteiligten einem erneuten und nunmehr stark beschleunigten Verfahren: 
- Im Zuge der neuen Bebauung wurde der Teil des Gebäudes (Wilsdruffer Straße 12), der ebenfalls auf bzw. in der Moritzstraße gelegen hätte, leergezogen und anschließend abgebrochen.
- Die Wilsdruffer Straße 10 mit ihrer nunmehr abschließenden Nordwand wurde wiederum 2003/2004 in der Ansicht des Nordwand der ehemaligen Wilsdruffer Straße 12 hergestellt, auch das Walmdach wurde entsprechend angepasst. Dem Abbruch und der folgenden Umgestaltung kam entgegen, dass das gesamte Gebäude ohnehin für eine Sanierung leergezogen werden sollte.
- Nicht nur, dass Kaufverträge neu formuliert werden mussten, mussten Planungsverfahren beschleunigt absolviert werden.
- Die Geschäftsführer der damaligen Wohnbau Nordwest GmbH wurden von Roßberg per „Gesellschafterweisung“ zur Umsetzung veranlasst.
- Die Jewish Claims Conference als Anspruchsverwalter der meisten Flächen stimmte binnen weniger Wochen zu – eine seltene Ausnahme, die allerdings durch die Baywobau als Investor selbst vorangetrieben wurde –, es bedeutete aber, dass das Investitionsvorrangverfahren neu begonnen werden musste und ohne ein Einvernehmen aller Beteiligten nicht binnen derart kurzer Zeit hätte realisiert werden können.

Der (neue) Kaufvertrag in den neuen Grenzen wurde dazu am 18. Februar 2002 unterzeichnet und in Folge der Ansatz der Moritzstraße realisiert. Es ist zu vermuten, dass dieser Prozess die Baywobau auch veranlasste, zusätzlich auf die Fassadengestaltung von vor 1888 zurückzugreifen, dazu ist allerdings nichts näheres bekannt.
„Während es sich zum Neumarkt in einer Nachbildung eines historischen Zustandes präsentiert, werden an den Seiten auch zeitgenössische Fassaden errichtet. Nicht im Grundriss, aber in der Fassade wurden das Hotel de Saxe und das Haus ,Salomonis-apotheke‘ (sic) rekonstruiert.“
Das heutige Hotel, das wieder unter dem historischen Namen am Platz zu finden ist, wird seit Eröffnung von der Steigenberger-Gruppe betrieben. 2006 wurde eine vereinfachte Replik des Meißner Buchstabensteins, der sogenannte Lutherstein, in die Fassade des Hôtel de Saxe am Dresdner Neumarkt integriert.